# کورت شنشر
کورت شنشر (آلمانی: Kurt Tschenscher؛ ۵ اکتبر ۱۹۲۸ – ۱۳ اوت ۲۰۱۴) داور فوتبال اهل آلمان بود.

## داوری‌های مهم
- جام جهانی فوتبال ۱۹۶۶
- جام جهانی فوتبال ۱۹۷۰
- جام جهانی فوتبال ۱۹۷۴
- جام ملت‌های اروپا ۱۹۶۸
- فینال جام در جام اروپا ۱۹۶۲
- فینال جام باشگاه‌های اروپا ۱۹۶۷
- فینال فوتبال بازی‌های المپیک تابستانی ۱۹۷۲